# Paul Bertrand
Paul Charles Édouard Bertrand (Loos-lès-Lille, Nord, 10 de julho de 1879 — Paris, 24 de fevereiro de 1944) foi um botânico francês.